# Seleção Nigeriana de Voleibol Masculino
A seleção nigeriana de voleibol masculino é uma equipe africana composta pelos melhores jogadores de voleibol da Nigéria. A equipe é mantida pela Federação Nigeriana de Voleibol. Encontra-se na 82ª posição do ranking mundial da Federação Internacional de Voleibol segundo dados de 13 de setembro de 2021.
Nunca participou de uma edição de Jogos Olímpicos ou Campeonato Mundial. No âmbito continental, estreou no Campeonato Africano em 1979, e sendo seu melhor resultado segundo lugar (2001).